# Estelle (bande dessinée)
Pour les articles homonymes, voir Estelle.
Estelle est une série de bande dessinée française créée par le scénariste Raymond Maric et le dessinateur-coloriste Jack Manini éditée en album de 2001 à 2007 par Carabas.
Cette série est terminée.

## Description

### Synopsis
Paris, au début XXe siècle. Estelle est une jeune et belle bourgeoise, militante avec les autres suffragettes pour les droits des femmes à l’égal de ceux détenus par les hommes, prête à prendre tous les risques avec son confesseur, l'inspecteur Frangette. Une Sherlock Holmes en jupon !

### Personnages
- Estelle Grassin, la jeune bourgeoise
- Fannette, la fille de joie
- Inspecteur Frangette

## Analyse
Après leur rencontre, Raymond Maric et Jack Manini travaillent ensemble, tout en créant les aventures d'Estelle pour les éditions Carabas. Le scénariste dira de son ami : « on s’entend très bien. Il a un trait extraordinaire, c’est très beau, et vous verrez le troisième album alors… C’est en couleur directe, c’est sur l’expo universelle ».
Raymond Maric meurt le 12 septembre 2005. Son quatrième et dernier album posthume Serial Killer sort en janvier 2007.

## Postérité

### Accueil critique
En avril 2007, Brieg F. Haslé de Sceneario.com précise qu'« Il s’agit donc ici du dernier ouvrage de ce grand nom, malheureusement trop méconnu, de la bande dessinée populaire. Nul doute, au regard de la qualité de la série La Loi du Kanun (qu’il signe pour Michel Chevereau), que Jack Manini saura poursuivre les pérégrinations d’Estelle avec talent. Mais seul à la barre, désormais… ».

## Publications

### Albums
- 1 10 jours de poisse, Carabas « Époques », 2-914203-06-3, août 2001
Scénario : Raymond Maric - Dessin et couleurs : Jack Manini
- 2 Le Pigeon de Montargis, Carabas « Époques », 2-914203-13-6, avril 2003
Scénario : Raymond Maric - Dessin et couleurs : Jack Manini
- 3 Les Rendez-vous de l'exposition, Carabas « Époques », 2-914203-70-5, octobre 2005
Scénario : Raymond Maric - Dessin et couleurs : Jack Manini
- 4 Serial Killer, Carabas « Époques », 2-351-00179-6, janvier 2007
Scénario : Raymond Maric - Dessin et couleurs : Jack Manini

## Expositions
Les dessins originaux ont été présentés au centre d’une exposition réalisée au Château de Gisors en avril 2002, ainsi qu'au Festival de bande dessinée de Darnétal en septembre 2003 et celui du Quai des Bulles de Saint-Malo en octobre 2005.